# Марковщина (Логойський район)
Марковщина (біл. вёска Маркоўшчына) — село в складі Логойського району Мінської області, Білорусь. Село підпорядковане Білоруцькій сільській раді, розташоване в північній частині області.